# Samantha Power
Samantha Power (Londres, 21 de setembre de 1970) és una periodista i escriptora estatunidenca d'origen irlandès, ambaixadora dels Estats Units a les Nacions Unides de 2013 a 2017.

## Biografia

### Joventut i formació
Nascuda a Londres, Samantha Power i el seu germà Stephen segueixen la seva mare que emigra als Estats Units el setembre de 1979 i estudia a la Lakeside High School, al comtat de DeKalb (Estat de Geòrgia) i a la universitat Yale.

### Periodisme
De 1993 a 1996, treballa com a periodista a l'U.S. News & World Report, The Boston Globe, The Economist i The New Republic, com a reportera de les guerres de Iugoslàvia. De tornada als EUA, reprèn els estudis a facultat de dret de Harvard on és diploma l'any 1999. És fundadora el 1998 i directora fins al 2002 del Centre Carr pels drets de l'home.
L'any 2002, rep el premi Pulitzer d'assaig per al seu llibre A Problem From Hell: America and the Age of Genocide, un estudi sobre la resposta americana enfront del crim de genocidi. Rep tanmateix les crítiques de l'historiador Howard Zinn per no situar els danys col·laterals i intencionals i de l'economista Edward Herman per la falta de tractament de les massacres al Timor Oriental i a Àsia del Sud-est. L'any 2004, és citada en el rànquing del Time com una dels 100 més eminents investigadores dels Estats Units.

### Harvard i departament d'Estat
Militant dels drets humans a Harvard, és ensenyant a l'Escola de Govern John F. Kennedy de la universitat fins al 2004. Els anys 2005 i 2006, treballa per al grup de suport de Barack Obama en la seva campanya per senador, després per la seva campanya de 2008, fins que qualifica Hillary Clinton de 
| « | monstre | » |

. Torna a l'equip de campanya de Barack Obama el 19 d'agost de 2008, una setmana abans de la convenció del partit demòcrata a Denver, Colorado, que ha designat Obama com candidat. Tres dies després de la presa de possessió d'Obama, el gener de 2009, entra al Consell de seguretat nacional com a consellera especial del president encarregada del multilateralisme.

### Organització de les Nacions unides

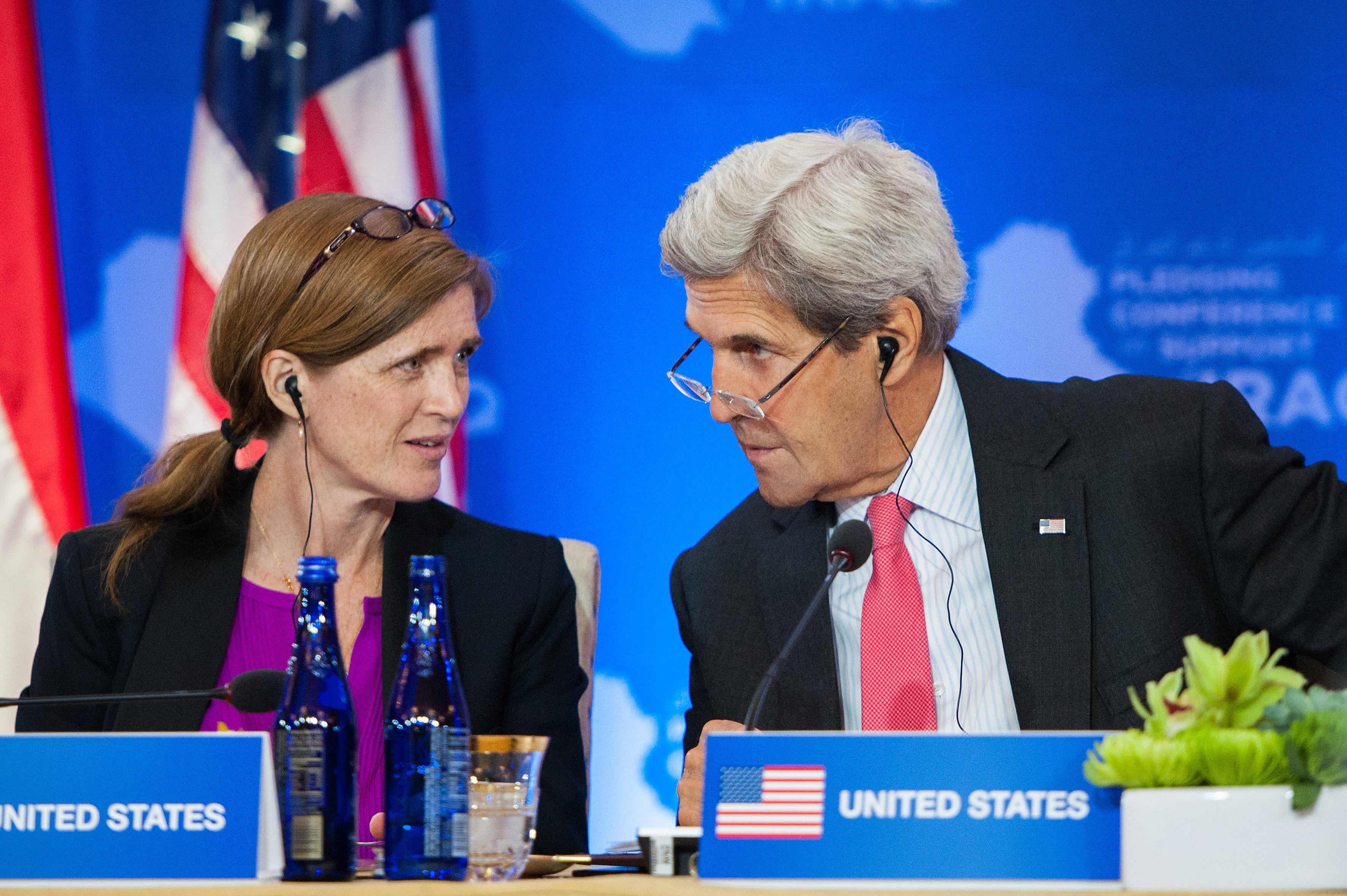
Power amb el secretari d'Estat John Kerry l'any 2016.

El 5 de juny de 2013 és nomenada pel president Barack Obama com ambaixadora a les Nacions unides, en lloc de Susan Rice. Confirmada pel Senat dels Estats Units l'1 d'agost de 2013 per 87 vots contra 10, pren possessió l'endemà.

Samantha Power destaca l'any 2016 per a un discurs enfront de Vitali Txurkin, ambaixador rus a les Nacions unides, a qui diu amb relació a la Guerra Civil siriana, que Rússia hauria de ser acusada de crims de guerra: 
| « | No hi ha res que pugui fer-vos vergonya? Cap acte bàrbar, cap execució d'un nen que us pugui irritar? | » |

Dimiteix el 20 de gener de 2017, al començament de la presidència de Donald Trump per tornar ensenyar a Harvard. L'ambaixadora interina Michele J. Sison és nomenada abans de la confirmació senatorial de Nikki Haley.

### Vida privada
Samantha Power està casada amb Cass Sunstein, jurista i filòsof. És mare de dos fills.